# روبرت كاري
روبرت كاري (بالإنجليزية: Robert Curry)‏ (و. 1881 – 1944 م) هو مصارع رياضي أمريكي، ولد في نيويورك، شارك في الألعاب الأولمبية الصيفية 1904، والمصارعة في الألعاب الأولمبية الصيفية 1904 – حرة رجال ‏، توفي عن عمر يناهز 63 عاماً.

## روابط خارجية
- روبرت كاري على موقع اللجنة الأولمبية الدولية (الإنجليزية)
- روبرت كاري على موقع أوليمبيديا (الإنجليزية)